# Neuromelia selectata
Neuromelia selectata là một loài bướm đêm trong họ Geometridae.